# 欢潭
欢潭是中华人民共和国浙江省杭州市萧山区进化镇欢潭村村委会驻地，杭州市文物保护点。

## 简介
欢潭直径大约3.3米，形似七角形莲座，用青石板砌而成，潭深约1米，只有一个出入口。石栏上中间刻着隶书阳文大字“欢潭”，左边刻着：“欢潭详县志，田氏谱亦载之，宋岳武穆行军经此饮潭水而欢故名”。

## 欢潭与岳飞
民间传说，南宋小康王年间一个盛夏，岳飞带领部下经过徐家村，将士们口渴难忍，见村口有一口清泉，于是下马俯身饮水，并称赞泉水清凉解渴。村民闻讯后端茶欢迎岳家军时，岳家军已离开村向东南行进了。人们被岳家军严明的纪律感动得流下眼泪，佳话世代相传，后人为了纪念岳家军爱国爱民的作风，于是把徐家村更名为欢潭村。

## 资料来源
http://www.xswh.gov.cn/Subject/Article/2005-09-20/2005092008212523.shtml%5B%5D